# Cicadula vaginata
Cicadula vaginata är en insektsart som beskrevs av Carl Ludwig Kirschbaum 1868. Cicadula vaginata ingår i släktet Cicadula och familjen dvärgstritar. Inga underarter finns listade i Catalogue of Life.